# Isognathus rimosa
Isognathus rimosa är en fjärilsart som beskrevs av Juan Cristóbal Gundlach 1881. Isognathus rimosa ingår i släktet Isognathus och familjen svärmare. Inga underarter finns listade i Catalogue of Life.

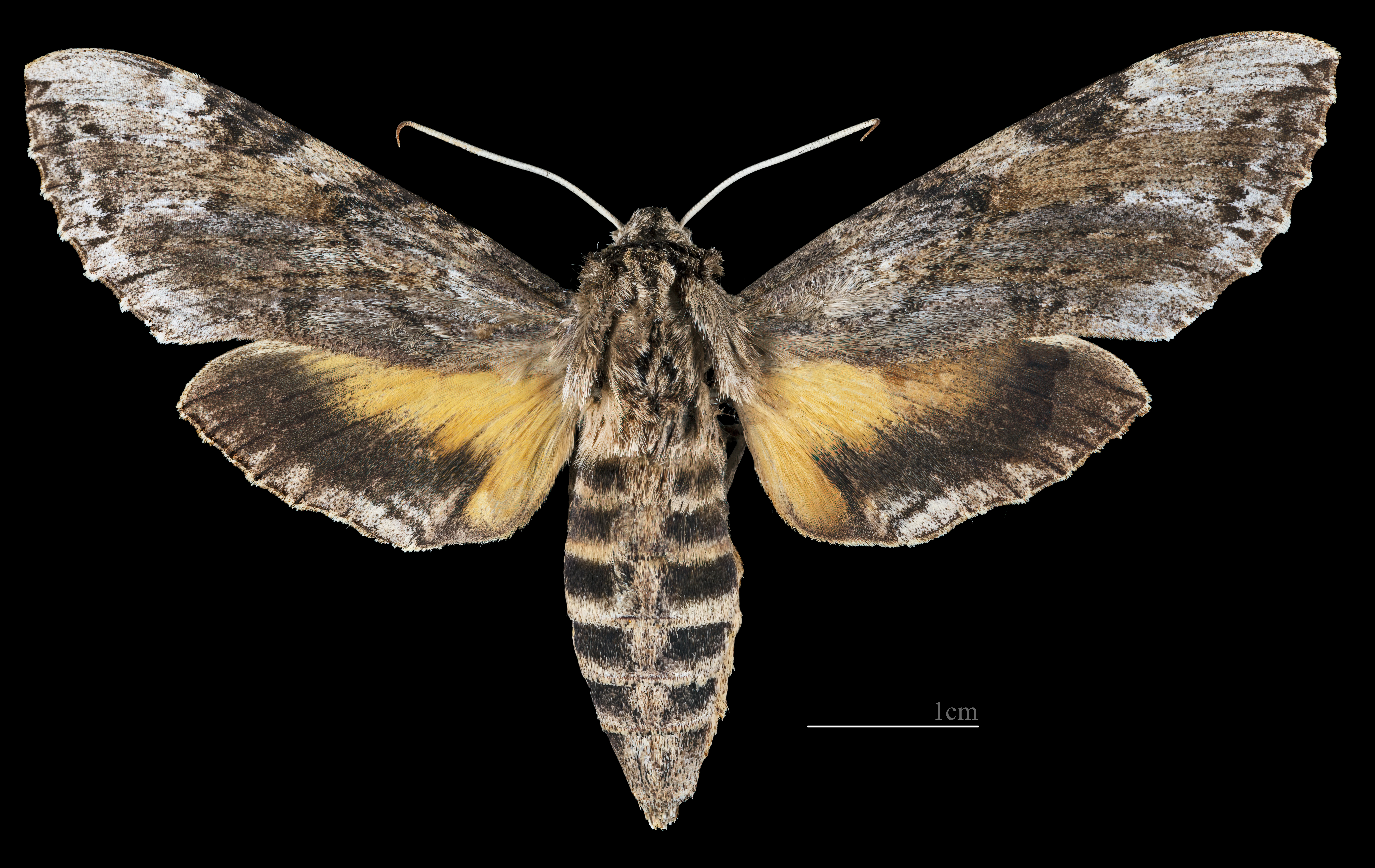
Isognathus rimosa rimosa  ♀
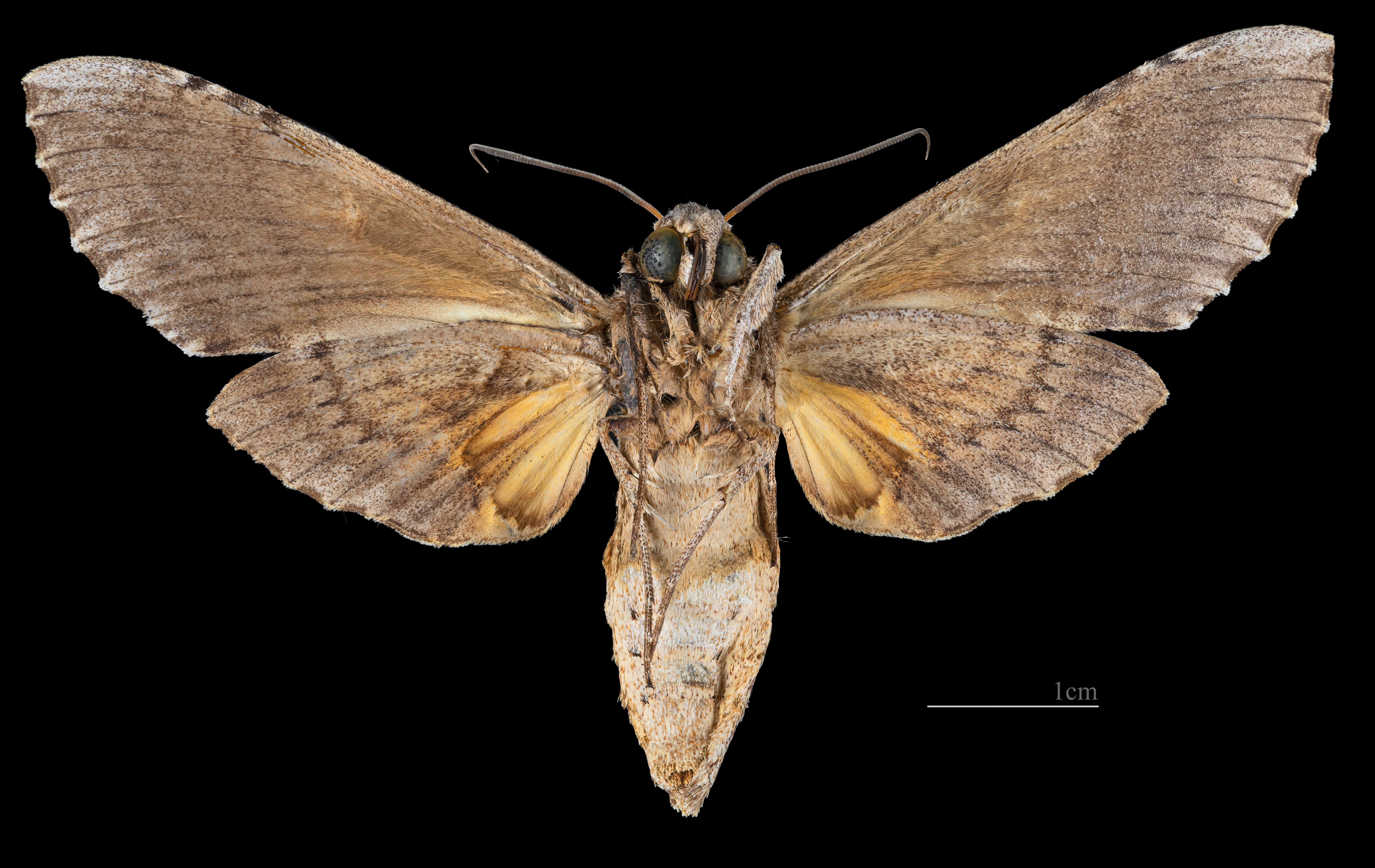
Isognathus rimosa rimosa  ♀ △

## Bildgalleri

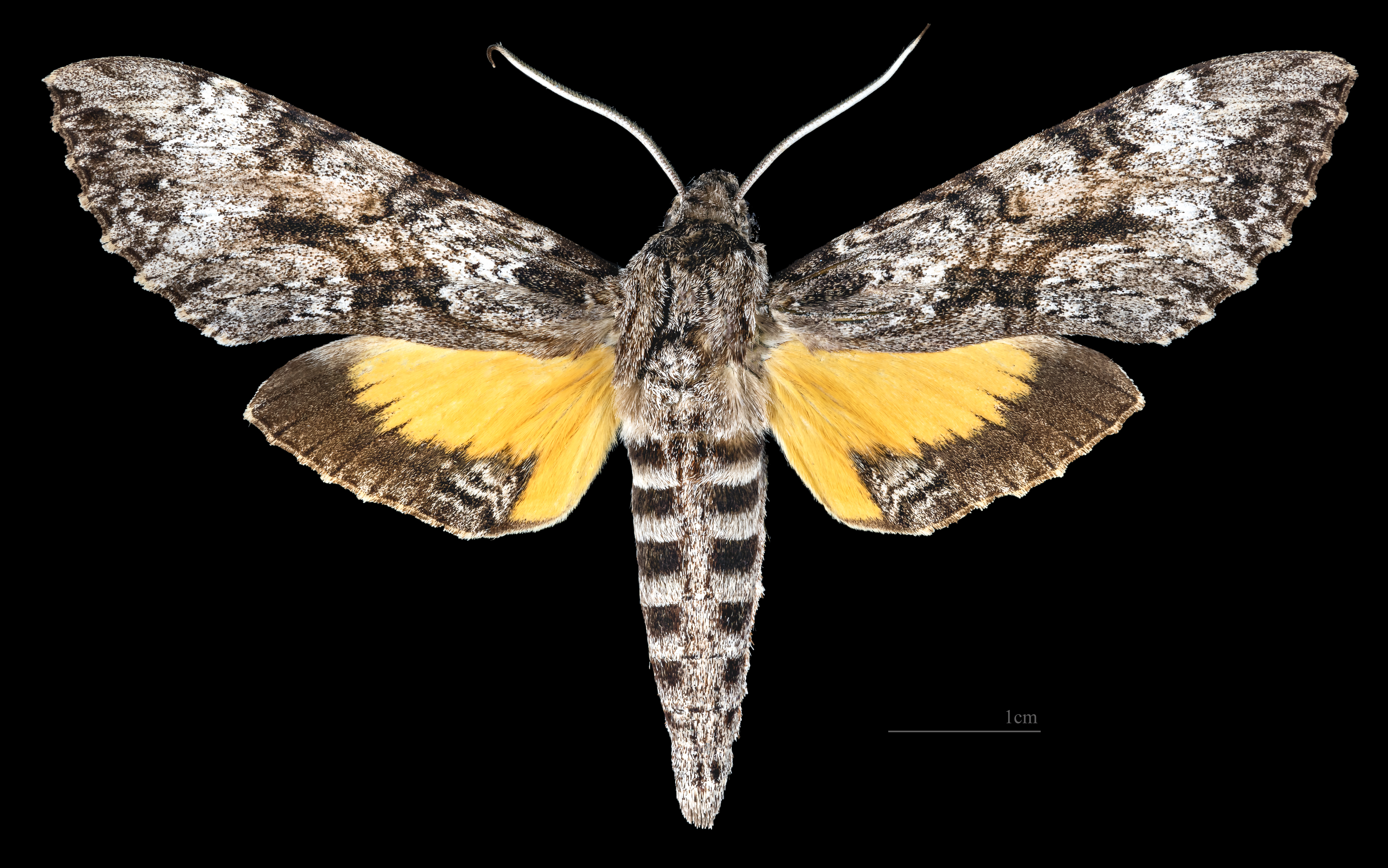
Isognathus rimosa inclitus  ♂
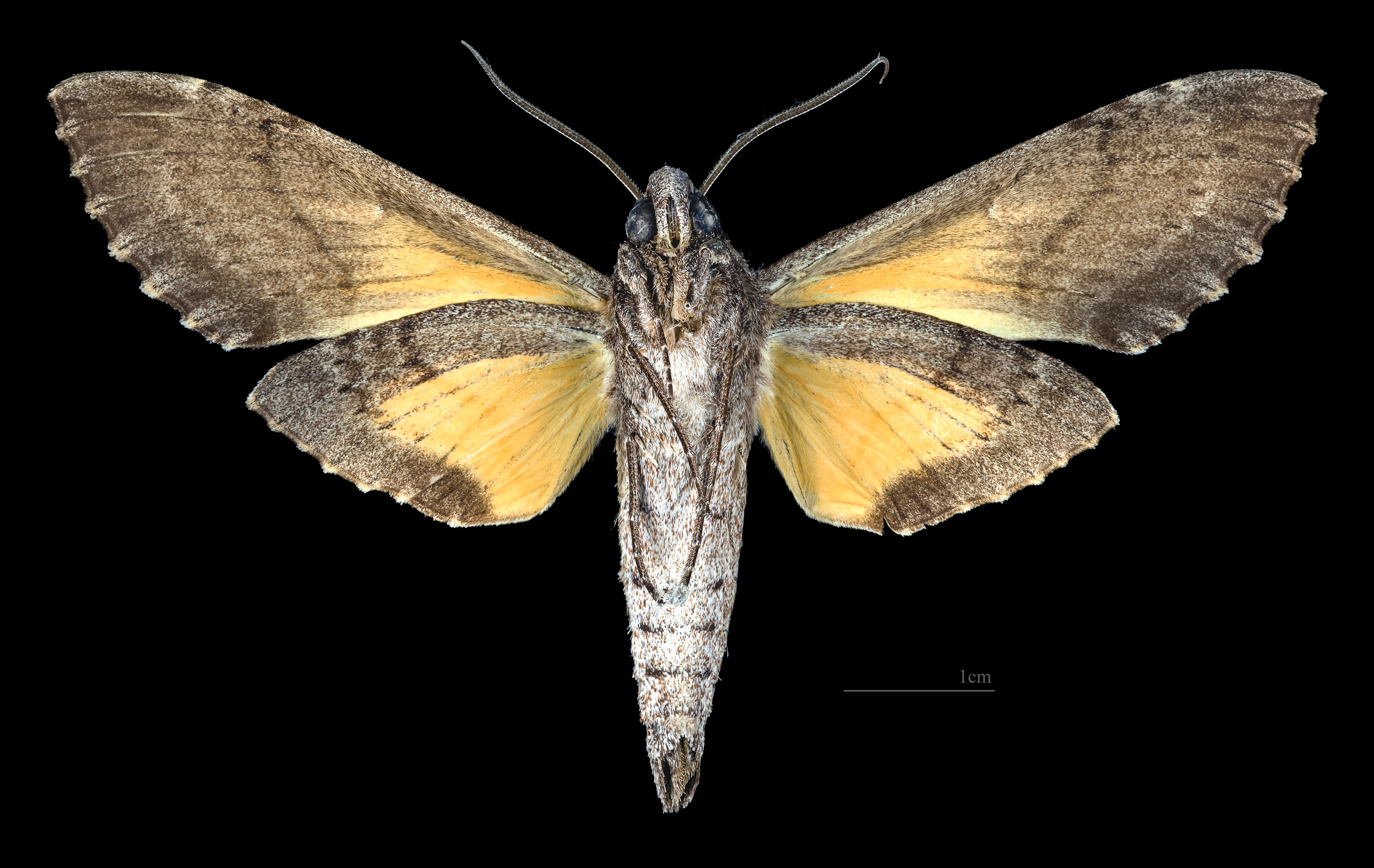
Isognathus rimosa inclitus ♂   △
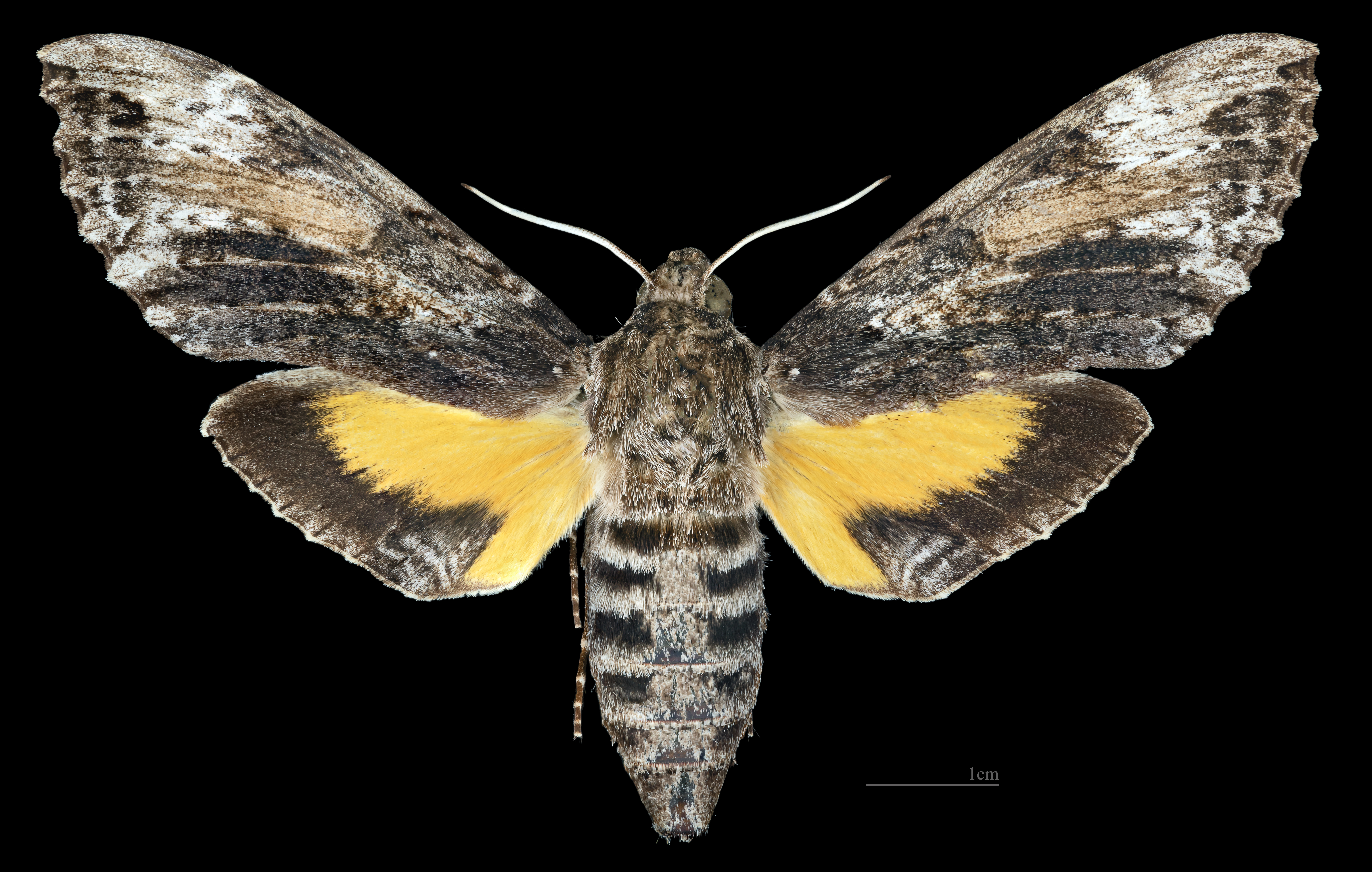
Isognathus rimosa inclitus   ♀
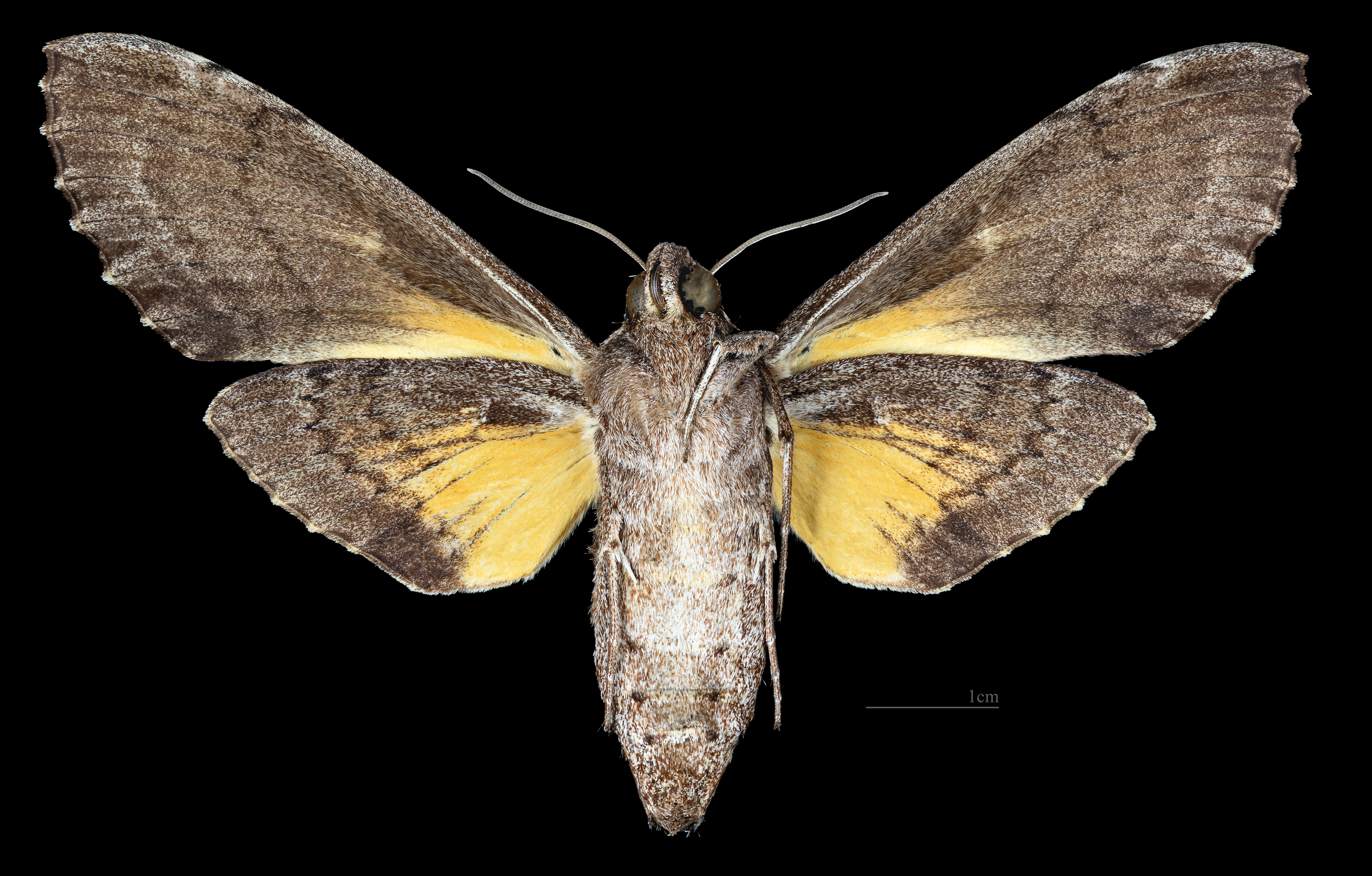
Isognathus rimosa inclitus  ♀ △

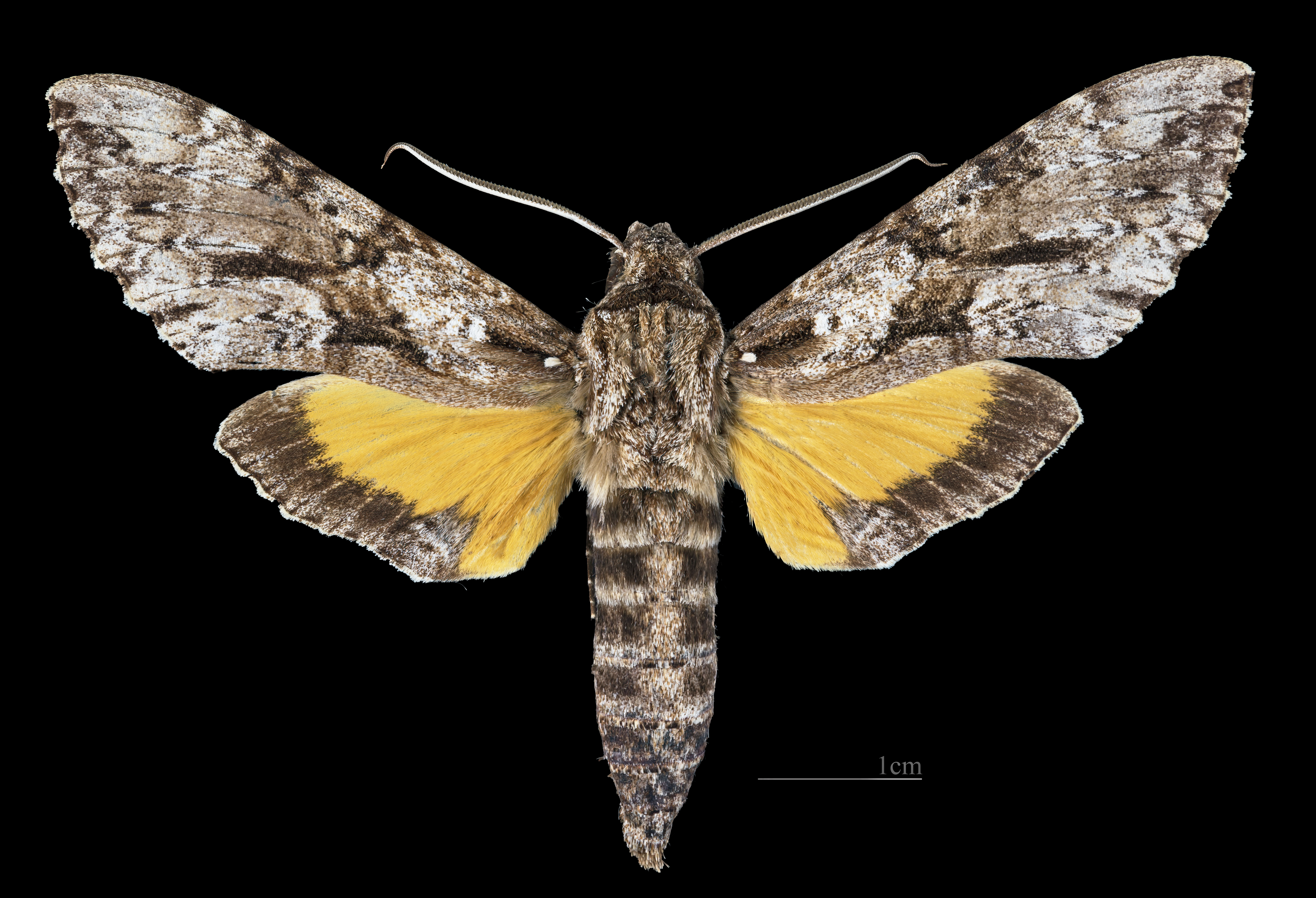
Isognathus rimosa papayae ♂

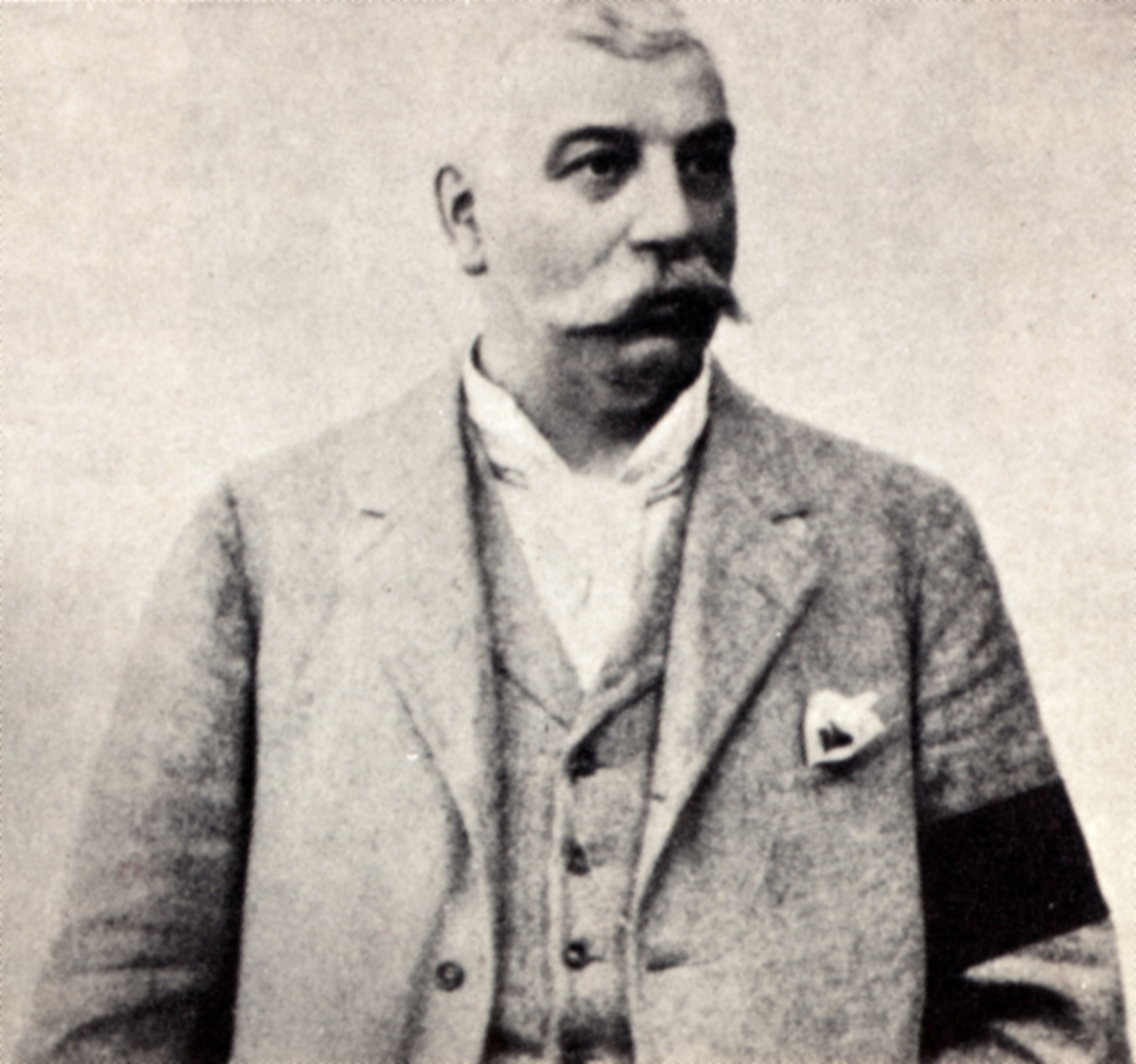
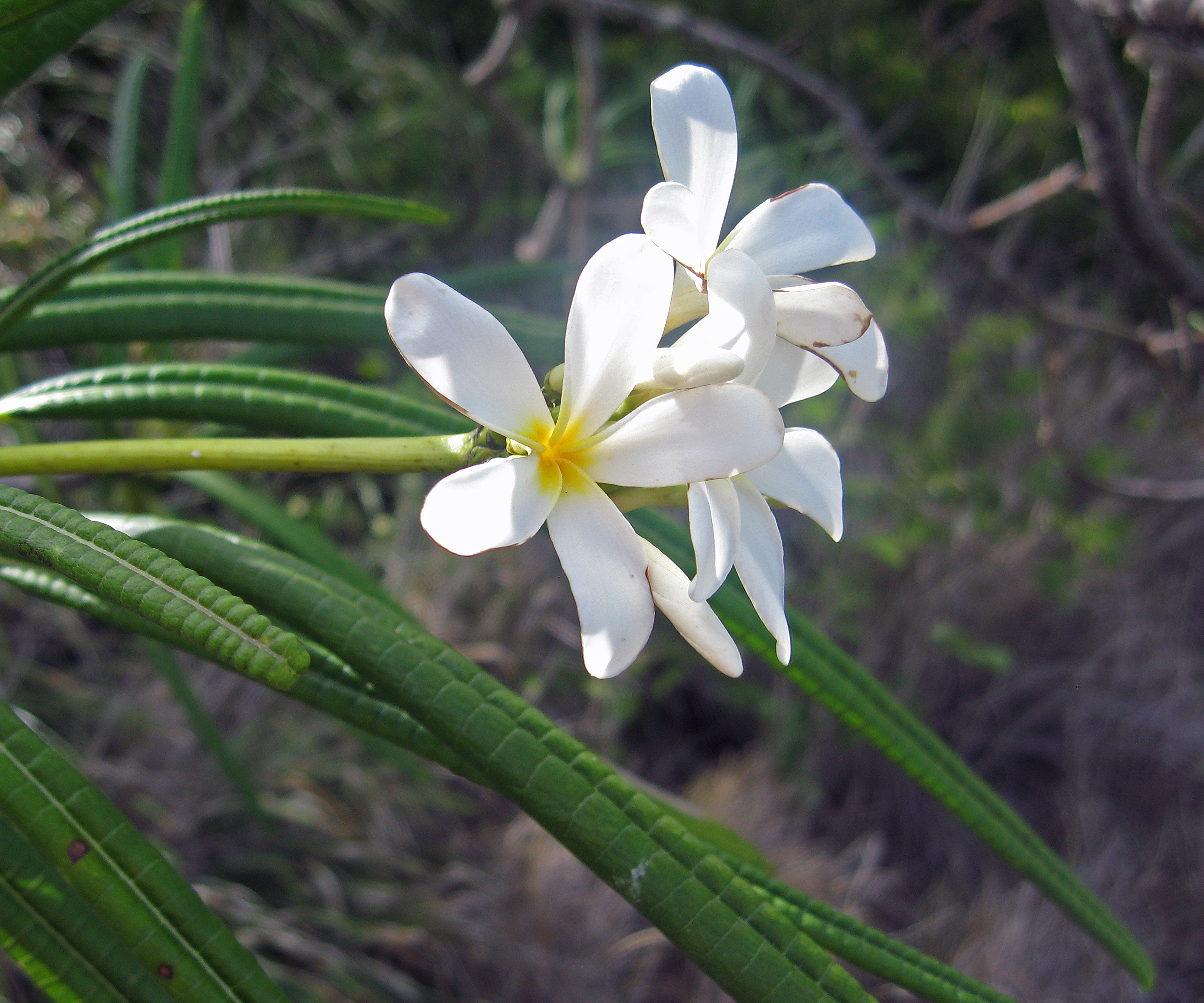
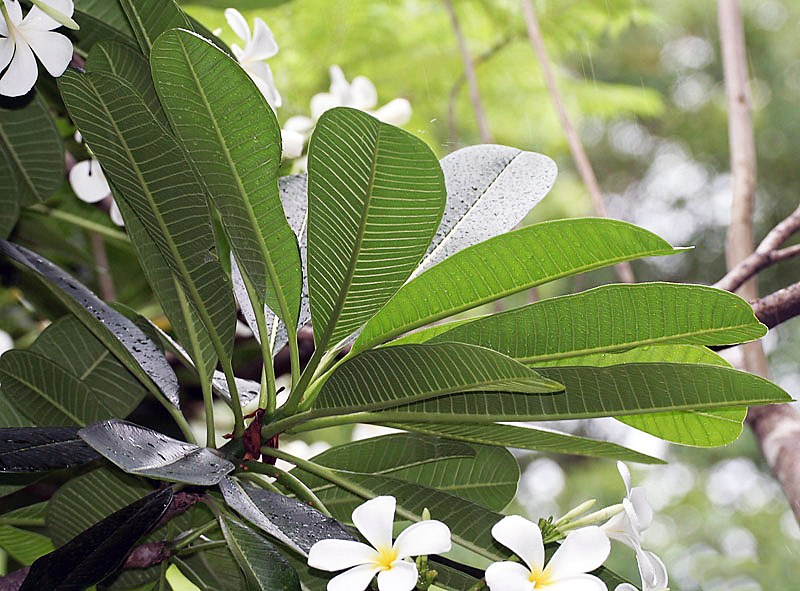
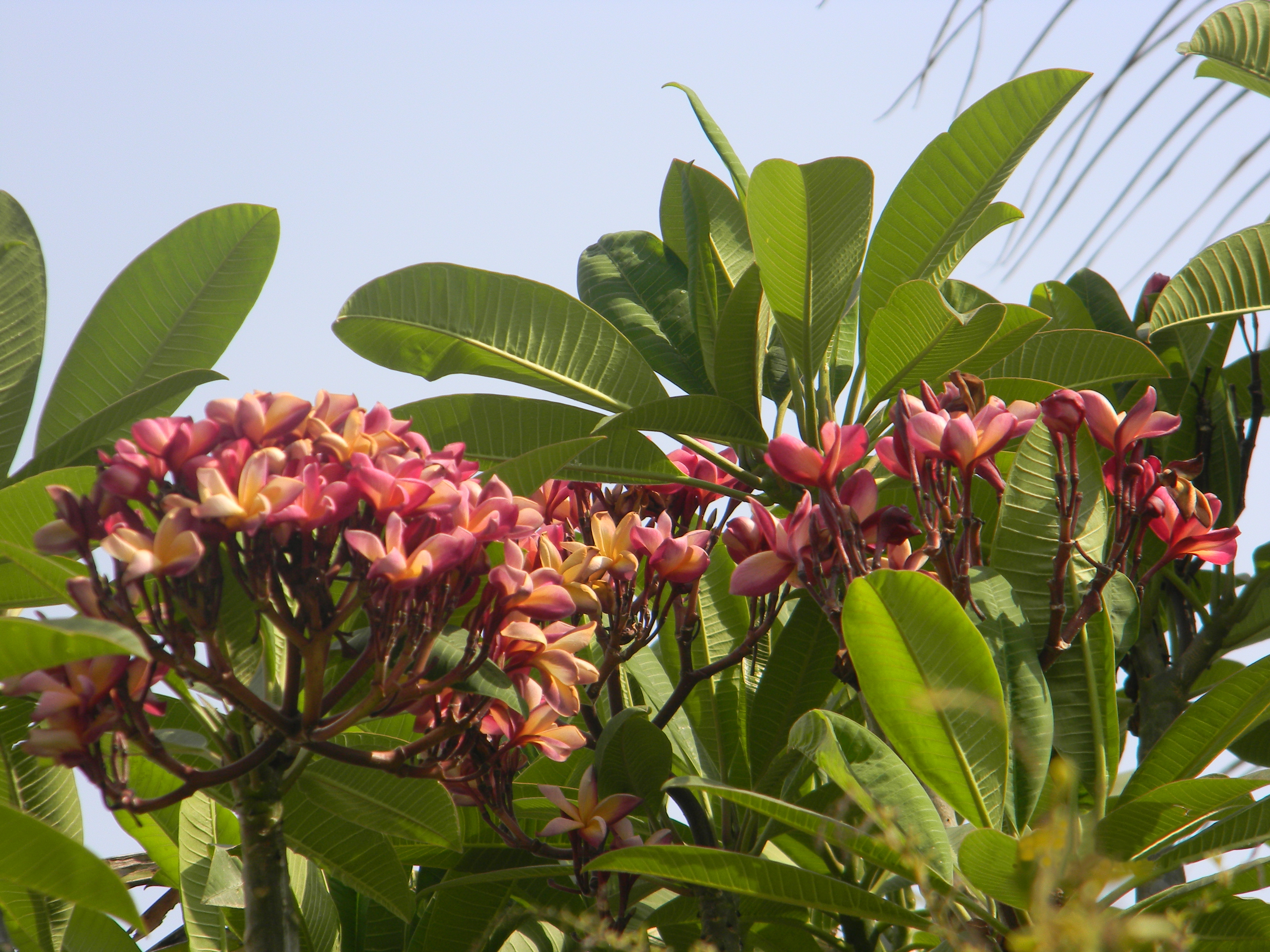

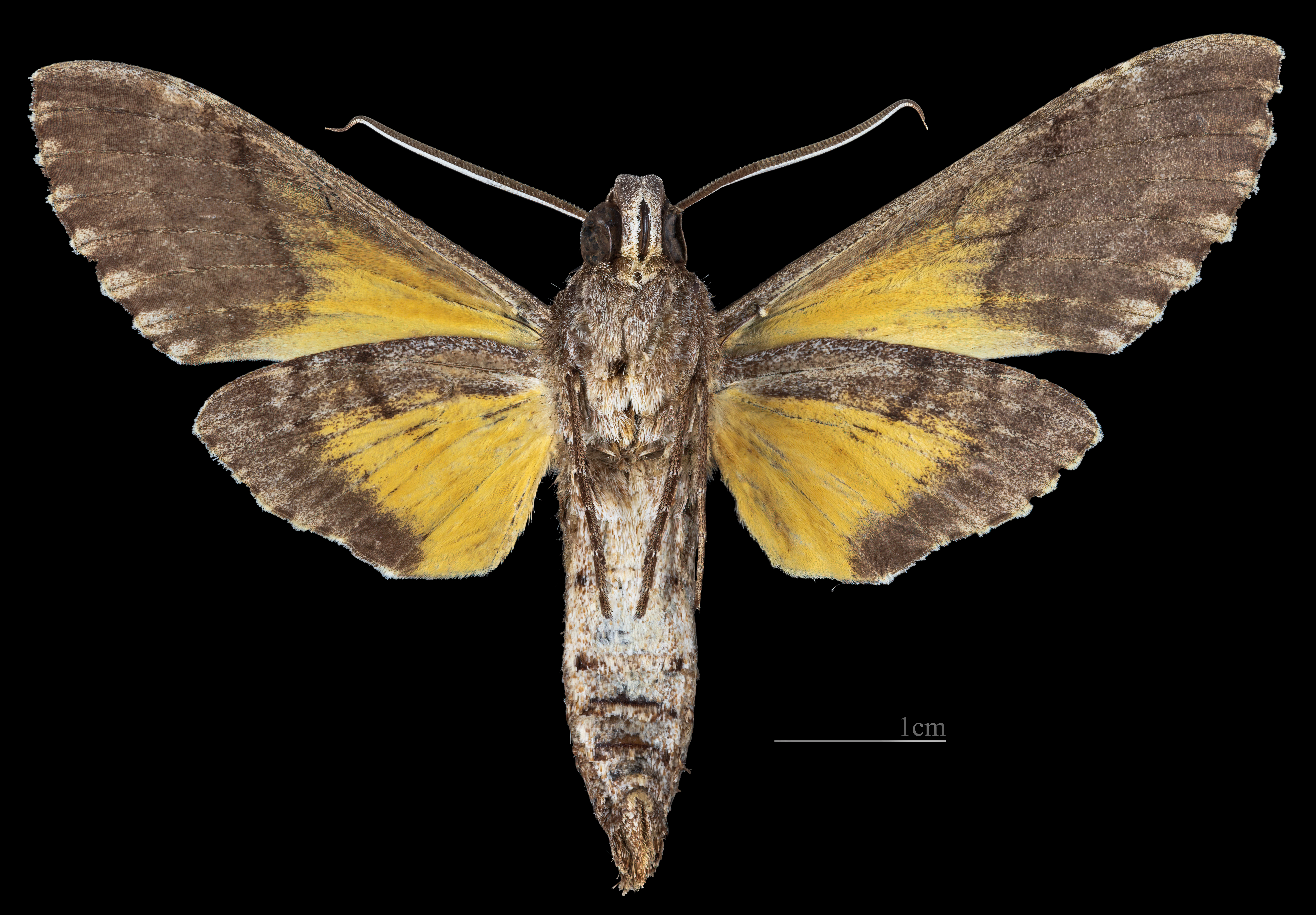
Isognathus rimosa papayae ♂ △
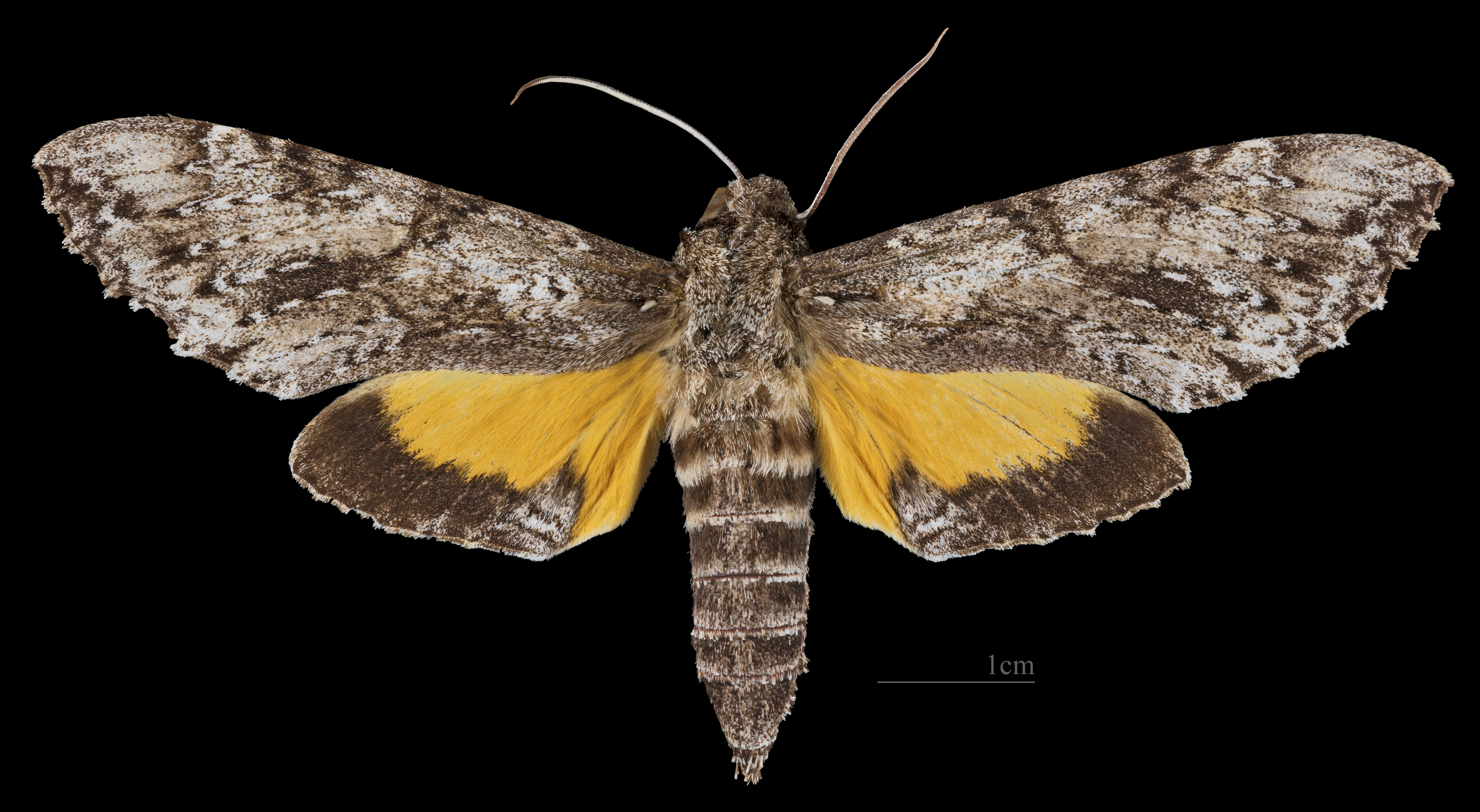
Isognathus rimosa papayae ♀
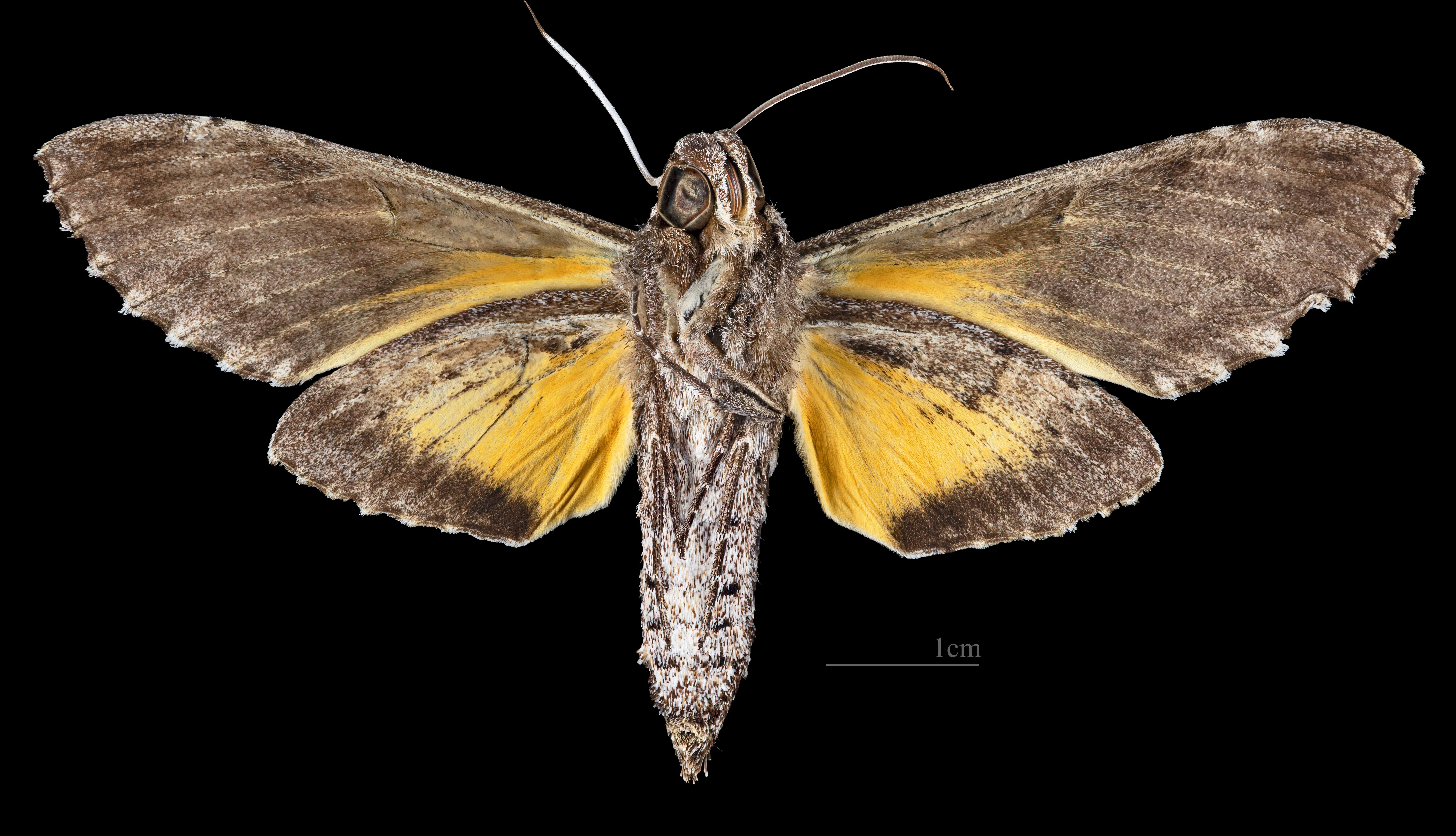
Isognathus rimosa papayae ♀ △